# Golubinci (stacja kolejowa)
Golubinci (serb. Голубинци) – stacja kolejowa w miejscowości Golubinci, w okręgu sremskim, w Serbii. 
Stacja znajduje się na ważnej magistrali Belgrad – Šid, łączącej Belgrad z Zagrzebiem. Stacja położona jest na północ od miejscowości, przy drodze do Inđija.. 

## Linie kolejowe
- Belgrad – Šid